# Закария, Моамен
Моамен Закария Абас (араб. مؤمن زكريا‎; род. 12 апреля 1988, Сохаг) — египетский футболист, нападающий. Выступал за сборную Египта.

## Клубная карьера
Будучи воспитанником «Аль-Ахли» Моамен начинал свою профессиональную карьеру футболиста в другом египетском клубе Эль-Харби в 2009 году. В 2011 году он стал игроком команды «Аль-Масри», а в 2008 году отправился в ЕНППИ, где провёл следующие три года. В 2013 году египтянин на правах аренды перешёл в саудовский «Замалек», а в по уходу из ЕНППИ, он заключил полноценный контракт с каирским Аль-Ахли.
В сентябре 2019 года, Закария объявила что пропустил полгода из-за «психологической травмы», а не из-за травмы колена как заявлялось ранее. В конце года, ему был поставлен диагноз боковой амиотрофический склероз. В поддержку Закария, посвятили голы Мохамед Салах и партнёры по «Аль-Ахли». В мае 2022 года, тот же Салах пригласил Закария в раздевалку после победного для «Ливерпуля» Кубка Англии.